# (547) Praxedis
(547) Praxedis – planetoida z pasa głównego asteroid okrążająca Słońce w ciągu 4 lat i 226 dni w średniej odległości 2,77 j.a. Została odkryta 14 października 1904 roku w Landessternwarte Heidelberg-Königstuhl w Heidelbergu przez Paula Götza. Nazwa planetoidy pochodzi od bohaterki powieści historycznej Ekkehard, niemieckiego poety i autora Victora von Scheffela. Przed jej nadaniem planetoida nosiła oznaczenie tymczasowe (547) 1904 PB.